# Napoleon Harris
Napoleon Bill Harris (Chicago, 25 febbraio 1979) è un ex giocatore di football americano e politico statunitense scelto dagli Oakland Raiders nel Draft NFL 2002.

## Biografia

### Carriera sportiva nella NFL
Al debutto come rookie "stagione 2002" con i Raiders ha giocato 15 partite di cui 13 da titolare facendo 81 tackle di cui 59 da solo, 0,5 sack e 2 deviazioni difensive .
Nel 2º anno "stagione 2003" ha giocato 16 partite di cui tutte da titolare facendo 107 tackle di cui 74 da solo, 2 sack e 2 deviazioni difensive.
Nel 3º anno "stagione 2004" ha giocato 14 partite di cui 9 da titolare facendo 61 tackle di cui 47 da solo e una deviazione difensiva.
Nel 4º anno "stagione 2005" passa ai Vikings dove gioca 15 partite di cui 3 da titolare facendo 25 tackle di cui 18 da solo, un sack e 3 deviazioni difensive.
Nel 5º anno "stagione 2006" ha giocato 14 partite tutte da titolare facendo 59 tackle di cui 42 da solo, 2,5 sack"record personale" una deviazione difensiva, 3 intercetti"record personale" per 20 yard in totale.
Nel 6º anno "stagione 2007" passa ai Chiefs dove gioca 16 partite di cui 13 da titolare facendo 116 tackle"record personale" di cui 82 da solo, 1,5 sack, 3 deviazioni difensive e un intercetto per 4 yard.
Nel 7º anno "stagione 2008" inizia con i Chiefs senza mai giocare, per poi ripassare ai Vikings dove gioca 10 partite di cui 5 da titolare facendo 24 tackle di cui 8 da solo e un sack.
Il 24 agosto 2009 dopo esser stato sul mercato dei free agent ha firmato un anno di contratto con i Raiders. Ma dopo meno di una settimana esattamente il 29 agosto è stato svincolato.

## Palmarès
- PFWA All-Rookie Team - 2002